# La chicha
«La chicha» es una canción patriótica de 1820 del género canzoneta, escrita por José de la Torre Ugarte y compuesta por José Bernardo Alcedo, ambos autores del Himno Nacional del Perú. Es considerada el primer himno nacional peruano.

## Historia

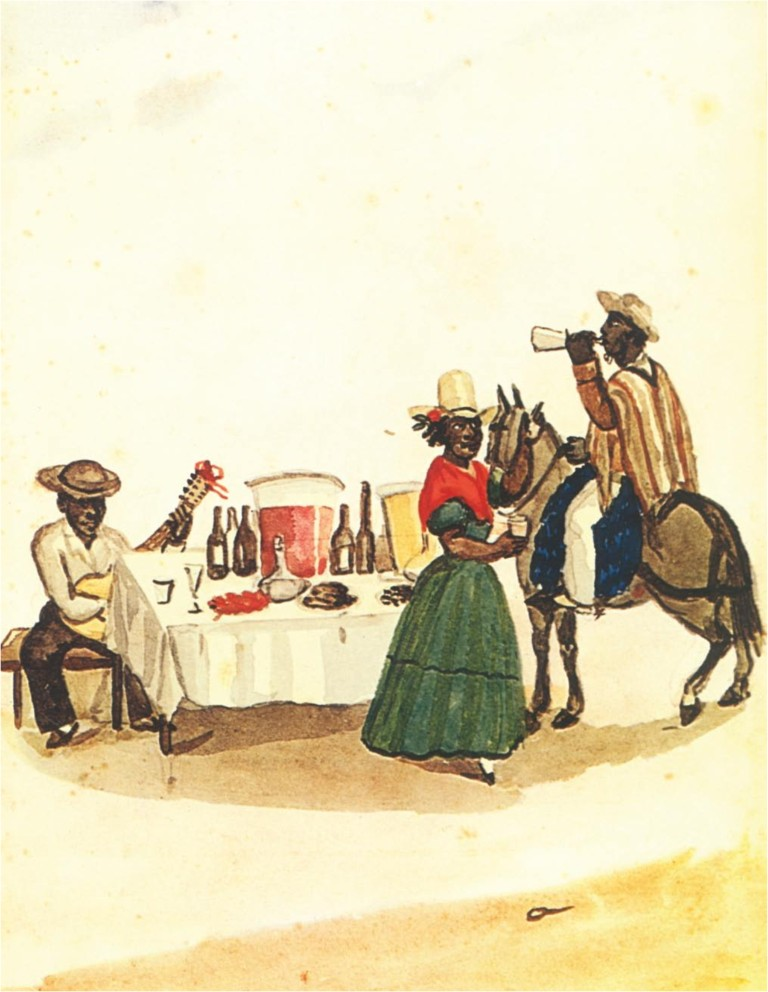
Negros y mulatos bebiendo chicha (Acuarela de Pancho Fierro - c.1840)

«La chicha» fue escrita aproximadamente entre julio y septiembre de 1820 por José de la Torre Ugarte y José Bernardo Alcedo, a rebufo de la llegada del general José de San Martín a Lima tras la huida del general realista José de Canterac a la sierra. Ya en la capital del Perú, San Martín fue honrado con su interpretación y fue la canción cantada por el pueblo limeño el 28 de julio de 1821, día de la proclamación de la independencia peruana.
En 1822 fue interpretado por la cantante Rosa Merino en el Teatro Segura de Lima.

## Éxito popular
El texto es de tono popular, alegre, cotidiano e identitario, de letra simple con connotaciones culinarias dirigido particularmente a la masa de negros, mulatos, zambos y trigueños que en ese entonces abundaban en Lima. Aunque no fue la única canción patriótica que se entonaba en aquellos meses de conflicto sus características hicieron de este himno un éxito entre el pueblo llano.
La canción perdió su popularidad al consolidarse la independencia peruana y al desinflarse el ímpetu popular por la nueva etapa republicana.

## Letra
Patriotas! El mate de chicha llenad
y alegres brindemos por la libertad (bis).

( I )
Cubra nuestras mesas el chupe y quesillo,
y el ají amarillo, el celestial ají.
Y a nuestras cabezas la chicha se vuele,
la que hacerse suele de maíz o maní.

( II )
Ésta es más sabrosa que el vino y la sidra
que nos trajo la hidra para envenenar.
Es muy espumosa y yo la prefiero
a cuanto el íbero pudo codiciar. 

( III )
El Inca la usaba en su regia mesa,
con que ahora no empieza que es inmemorial.
Bien puede el que acaba, pedir se renueve
el poto en que bebe o en gran caporal.

( IV )
El ceviche venga, la guatia en seguida,
que también convida y excita a beber.
Todo Indio sostenga con el poto en la mano
que a todo tirano ha de aborrecer.

( V )
¡Oh licor precioso! ¡oh licor peruano!
licor sobrehumano, mitiga mi sed,
¡Oh néctar sabroso del color del oro,
del indio tesoro, patriotas bebed!

( VI )
Sobre la jalea de ají rico untada,
con la mano enlazada el poto apurad.
Y este brindis sea el signo que damos
a los que engendramos en la libertad.

( VII )
Al cáliz amargo de tantos disgustos
sucedan los gustos, suceda el placer.
De nuestro letargo a una despertemos
y también logremos libres por fin ser.

( VIII ) 
Gloria eterna demos al héroe divino
que nuestro destino cambiado ha por fin.
Su nombre grabemos en el tronco bruto
del árbol que el fruto debe a San Martín.